# EnergyVille

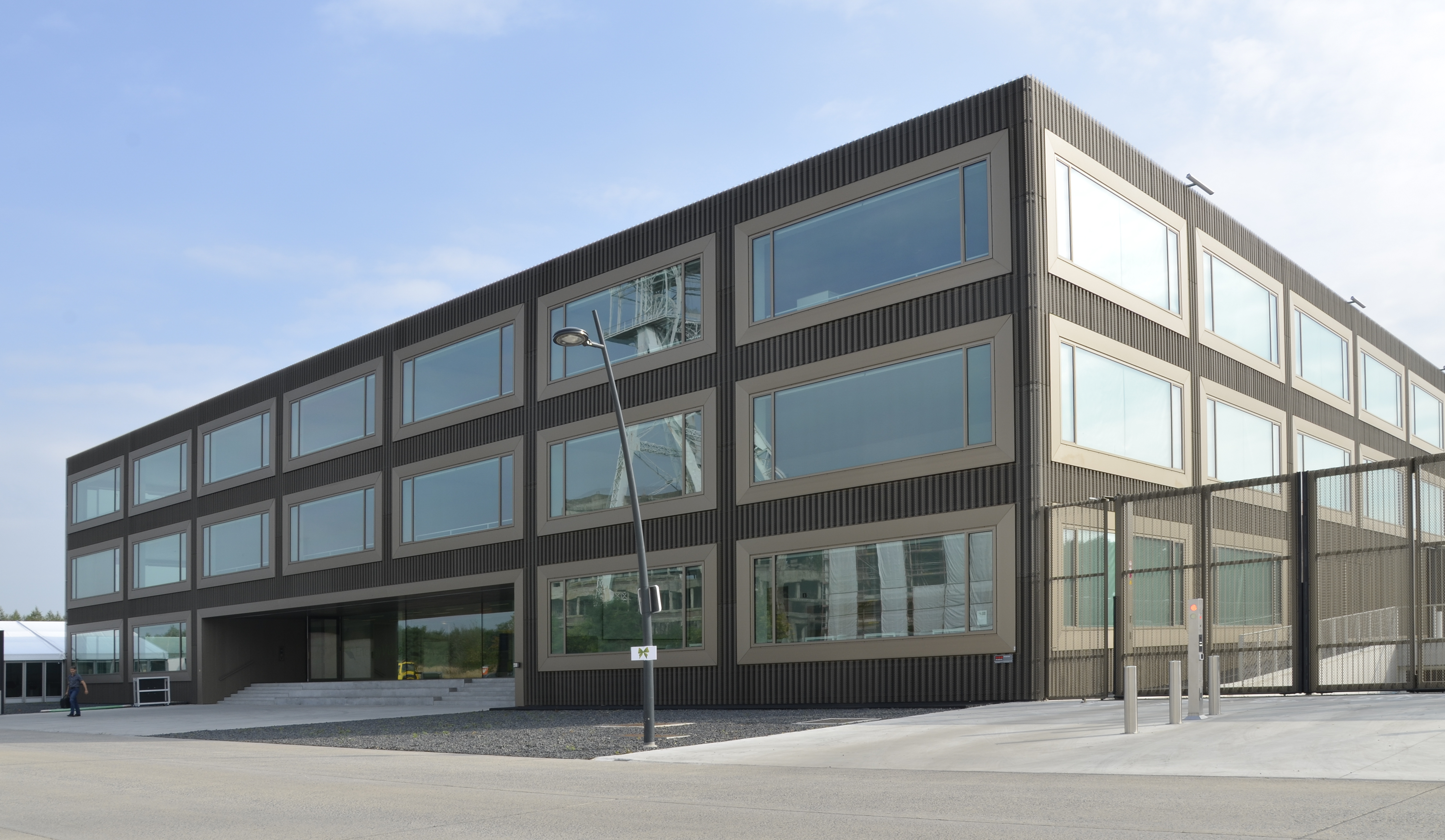
EnergyVille 1

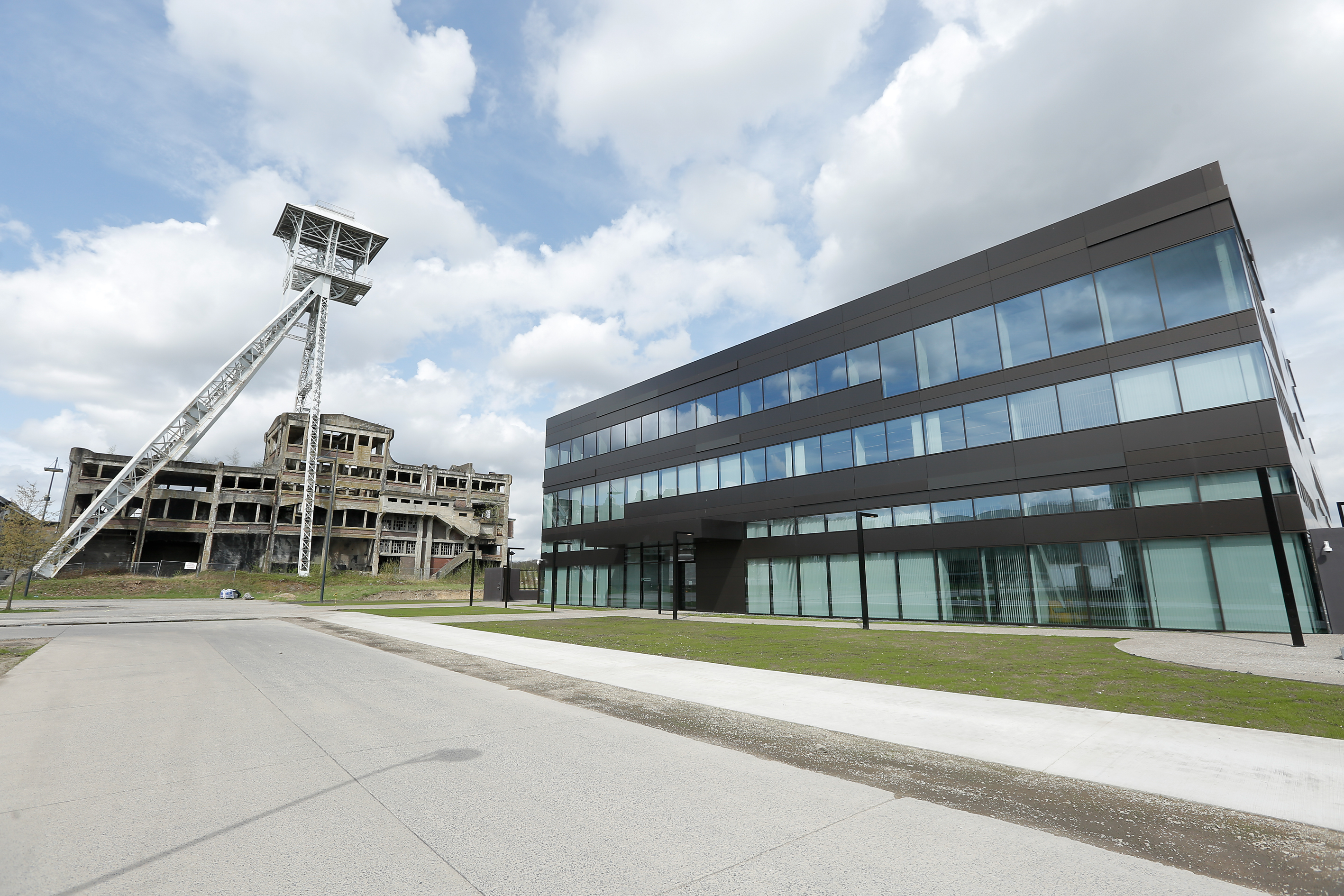
EnergyVille 2

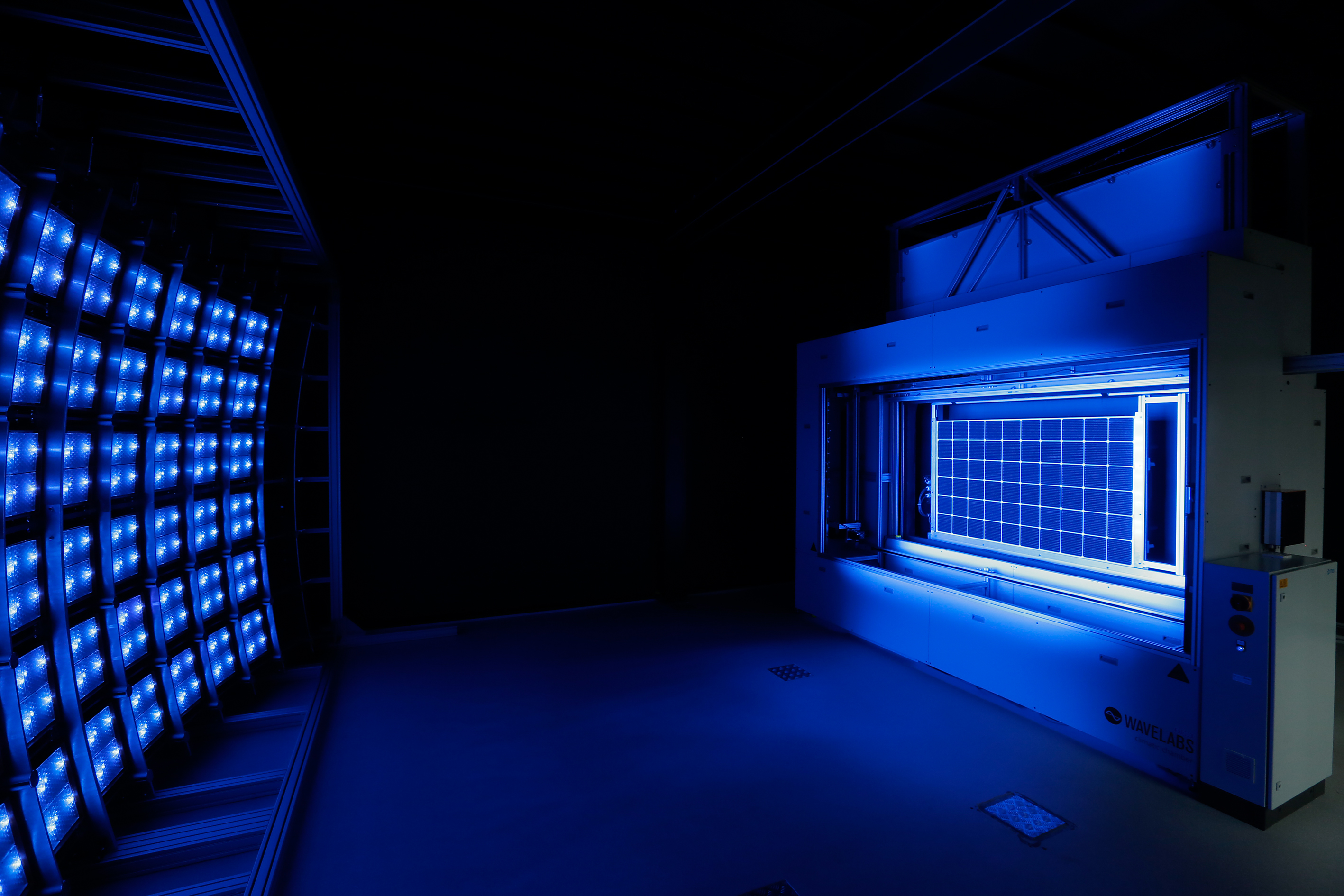
Voorbeeld PV-onderzoek EnergyVille

EnergyVille is een samenwerking tussen de Vlaamse onderzoekspartners KU Leuven, VITO, imec en UHasselt voor onderzoek naar duurzame energie en intelligente energiesystemen. EnergyVille werd opgericht in 2011 gesterkt door ontwikkelingen als internet der dingen, de snelle groei van competitieve hernieuwbare energie en een groeiende vraag naar duurzame systemen.
De onderzoekers binnen EnergyVille leveren expertise aan industrie en overheden op het vlak van intelligente energiesystemen voor een duurzame stedelijke omgeving. Dit omvat technologische oplossingen zoals nieuwe batterijtechnologieën of innovatieve zonnecellen en diensten zoals beleidsstudies op zowel lokaal als globaal niveau. Deze insteek steunt daarbij op fundamenteel, toegepast en industriegedreven onderzoek, zowel theoretisch als experimenteel. 
EnergyVille is gevestigd in het Thor Park in Genk (de voormalige mijnsite van Waterschei) waar de technologieën in laboratoria getest worden, maar ook real-time ingeschakeld kunnen worden in de infrastructuur van het Thor Park. Er zijn zo’n 400 medewerkers verbonden aan EnergyVille.
General Manager is Gerrit Jan Schaeffer. Hij volgde in 2021 Ronnie Belmans op.

## Thema's
- Fotovoltaïsch onderzoek
- Batterijopslag
- Vermogenelektronica
- Power-to-molecules
- Elektrische netten (AC/DC)
- Thermische systemen
- Energie voor gebouwen en wijken
- Energiestrategieën en markten
- Hernieuwbare energie